# Рінек
Рінек (нім. Rieneck) — місто в Німеччині, розташоване в землі Баварія. Підпорядковується адміністративному округу Нижня Франконія. Входить до складу району Майн-Шпессарт.
Площа — 26,20 км2. Населення становить 1914 ос. (станом на 31 грудня 2020).